# Phragmataecia albida
Phragmataecia albida is een vlinder uit de familie houtboorders (Cossidae). De wetenschappelijke naam werd voor het eerst geldig gepubliceerd in 1874 door Erschoff.
De soort komt voor in Europa.